# Gary Peacock
Gary Peacock (ur. 12 maja 1935 w Burley w stanie Idaho, zm. 4 września 2020 w Woodstock) – amerykański kontrabasista jazzowy.
Po odbyciu służby wojskowej w Niemczech, na początku lat 60. współpracował na zachodnim wybrzeżu USA z Barneyem Kesselem, Budem Shankiem, Paulem Bleyem i Artem Pepperem, po czym przeniósł się do Nowego Jorku. Tam podjął współpracę z triem Billa Evansa (z Paulem Motianem) i z triem Alberta Aylera (z Sunnym Murrayem). Zagrał również kilkukrotnie na koncertach z Milesem Davisem, w zastępstwie za Rona Cartera.
Pod koniec lat 60. udał się do Japonii, gdzie z dala od muzyki oddał się na pewien czas filozofii zen. Po powrocie do USA w 1972 zaczął studiować biologię na University of Washington w Seattle, a w latach 1976–1983 wykładał teorię muzyki na Cornish College of the Arts.
W roku 1983 zaczął grać u boku Keitha Jarretta i Jacka DeJohnette’a (muzycy nagrali w 1977 album Tales of Another) nagrywając w większości albumy koncertowe. Dzięki wspólnej grze przez ponad ćwierćwiecze, Jarrett, Peacock i DeJohnette zyskali reputację jednego z najznakomitszych triów jazzowych charakteryzujące się wyjątkowym zespoleniem duchowym muzyków.